# Кавецкий, Александр Фёдорович
Александр Фёдорович Кавецкий (9 октября 1975) — российский футболист, полузащитник.

## Биография
Воспитанник томской ДЮСШ № 17. На взрослом уровне дебютировал в 1993 году в составе «Томи» в первой лиге. В середине 1990-х годов со своим клубом стал двукратным серебряным призёром зонального турнира второго дивизиона, а в 1997 году — победителем турнира в зоне «Восток». Всего за 10 лет в томском клубе сыграл в первенствах России 210 матчей и забил 21 гол, а во всех турнирах — 228 матчей и 23 гола.
В 2003—2004 годах выступал в первом дивизионе за «Металлург-Кузбасс» (Новокузнецк), затем играл во втором дивизионе за тверскую «Волгу» и кемеровский «Кузбасс-Динамо».
Всего за карьеру в чемпионатах России на профессиональном уровне сыграл 261 матч, из них 151 — в первом дивизионе. В Кубках России сыграл 17 матчей и забил 2 гола, неоднократно принимал участие в матчах 1/16 и 1/8 финала — против московских ЦСКА и «Локомотива», а также других клубов высшего дивизиона — «Крыльев Советов», «Алании», «Сокола».
В 31-летнем возрасте завершил профессиональную карьеру, затем выступал за любительские клубы Томска. По состоянию на середину 2010-х годов — играющий тренер клуба «Маяк», выступающего в чемпионате города.
Окончил Томский государственный педагогический университет (1997).
Женат, трое детей.

## Достижения
- Победитель второго дивизиона России: 1997 (зона «Восток»).